# AKN VT 2.70
De AKN VT 2.70 is een dieselmechanisch motorrijtuig of treinstel van het type Coradia LINT, een zogenaamde light train met lagevloerdeel voor het regionaal personenvervoer van de Eisenbahn-Gesellschaft Altona-Kaltenkirchen-Neumünster (AKN). Het treinstel is ontworpen door fabrikant Linke-Hofmann-Busch (LHB) uit Salzgitter. De treinen vervangen oudere treinen.

## Constructie en techniek
Het treinstel is opgebouwd uit een aluminium frame met een frontdeel van GVK. Typerend aan dit treinstel is de toepassing van Scharfenbergkoppeling met het grote voorruit. De treinen werden geleverd als tweedelig dieseltreinstel met mechanische transmissie. De trein heeft een lagevloerdeel. Deze treinen kunnen tot drie stuks gecombineerd rijden. De treinen zijn uitgerust met luchtvering.

## Treindiensten
De treinen worden sinds 11 december 2011 door de nordbahn Eisenbahngesellschaft (NBE) ingezet op de volgende trajecten:
- Büsum - Heide (Holstein)
- Heide (Holstein) - Neumünster